# 浙江省革命造反联合总指挥部
浙江省革命造反联合总指挥部，简称省联总，是文化大革命初期中国浙江省头号造反派群众组织，（在1967年7月23日达成的协议中）被认为是浙江省革命大联合的核心。机关报《红色风暴》1967年1月1日创刊。

## 历史
1966年12月30日，省联总成立。勤务组成员：张永生、杜英信、贺贤春、王则信、蒋宝娣、郭志松、卜长春、孙宏兴、李显通、韩贯虹。
1967年2月，浙江大学部分学生，在对待中共浙江省委书记江华问题上发生严重分歧。后来发展到全市和全省的造反派形成主张打倒江，李，二陈（陈伟达，陈冰）的省联总和主张打倒曹，赖，沈的红暴派。
1969年8月23日，省联总在杭州延安路广场召开大会，省市20万军民参加大会，大会宣告其“完成历史使命”。